# Heaven's Drive
Heaven's Drive è un brano musicale del gruppo musicale giapponese de L'Arc~en~Ciel, pubblicato come terzo singolo estratto dall'album Ark, il 21 aprile 1999. Il singolo ha raggiunto la prima posizione della classifica Oricon dei singoli più venduti in Giappone, rimanendo in classifica per dodici settimane e vendendo 1 123 580 copie. Il singolo è stato ripubblicato il 30 agosto 2006.

## Tracce
CD Singolo KSC2-280
1. HEAVEN'S DRIVE
2. metropolis ~android goes to sleep mix~

## Classifiche
| Classifica (1999) | Posizione più alta |
| ----------------- | ------------------ |
| Giappone (Oricon) | 1                  |